# Ácido fenil-láctico
Ácido fenil-láctico, ácido 3-fenil-láctico ou ácido DL-3-fenil-láctico o composto orgânico de fórmula molecular C9H10O33, fórmula linear C6H5CH2CH(OH)COOH de massa molecular 166,17. É classificado com o número CAS 828-01-3, número de registro Beilstein 2209791, número EC 212-580-4, número MDL MFCD00065928 e PubChem 24898830.
O ácido é um produto do catabolismo da fenilalanina, e aparece na urina de indivíduos com fenilcetonúria.